# Leucania punctosa
Leucania punctosa är en fjärilsart som beskrevs av Treitschke 1825. Leucania punctosa ingår i släktet Leucania och familjen nattflyn. Inga underarter finns listade i Catalogue of Life.